# Getti Tonanti

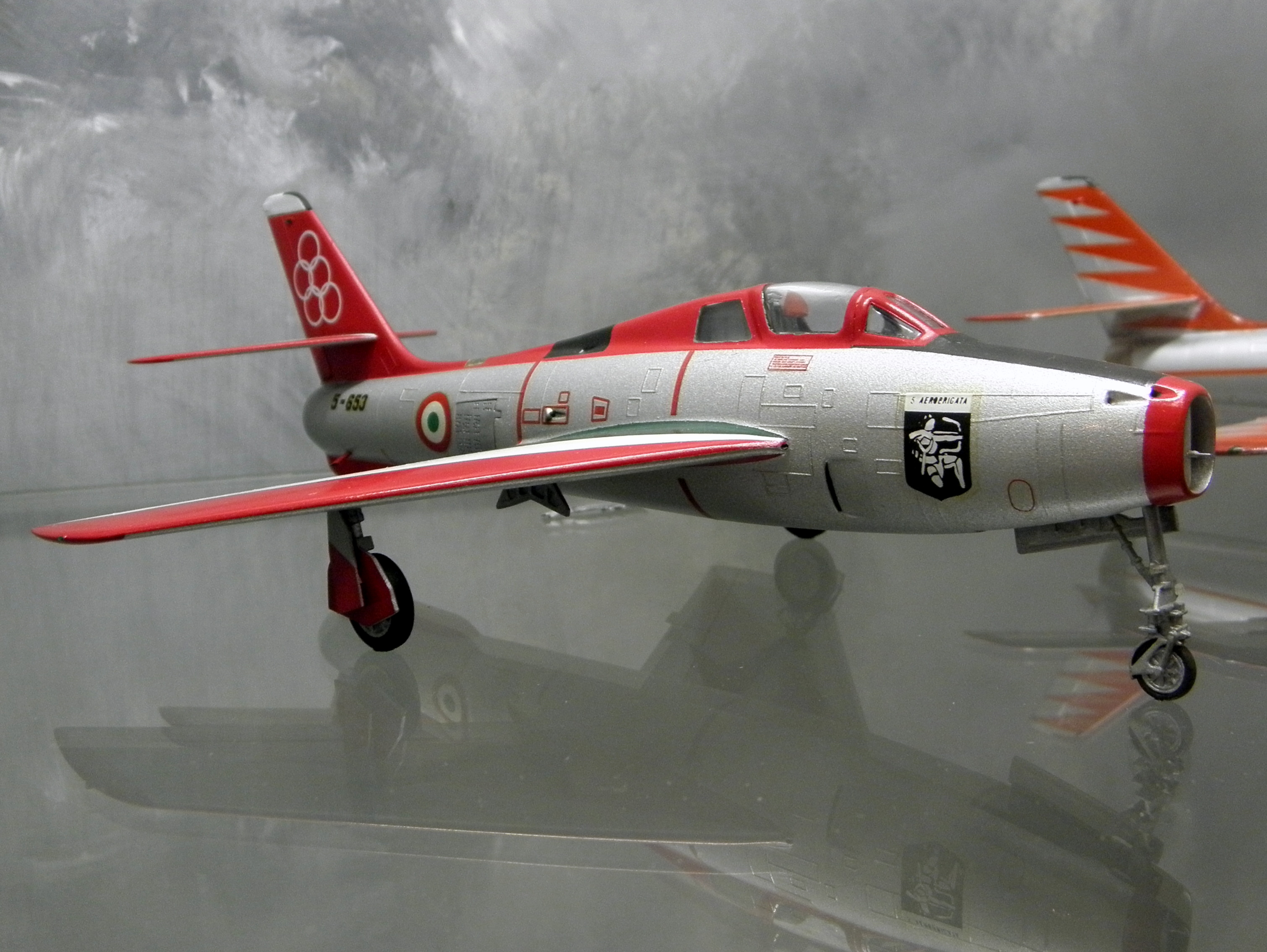
Voghiera, Museo del modellismo storico: modello del caccia Republic F-84G Thunderjet marche 5-653 della pattuglia acrobatica dei Getti Tonanti, 5ª Aerobrigata, Aeronautica Militare.

I Getti Tonanti era una pattuglia acrobatica italiana, fondata nel 1953, all'interno del 5º Stormo di Villafranca di Verona I 4 piloti dei Republic F-84G Thunderjet inventarono molte figure acrobatiche ; inoltre contribuirono alla realizzazione del film I quattro del getto tonante, ispirato alla designazione ufficiale statunitense del velivolo - Thunderjet. Prima del film la pattuglia era nota con il nome "Guizzo", derivato dal nominativo radio conferito ai velivoli del 103º Gruppo del 5º Stormo (il "guizzo" di un lampo è disegnato infatti sui serbatoi di combustibile posti sulle estremità alari). Dopo il film, la pattuglia assunse il nome di "Getti Tonanti".
Nel 1959 i piloti del 5º Stormo vennero nuovamente chiamati a ricoprire il ruolo di pattuglia acrobatica italiana, con base a Rimini e sempre con il nominativo "Getti Tonanti", questa volta con i modelli Republic F-84F Thunderstreak multicolori sulle cui fiancate, in occasione delle Olimpiadi di Roma, erano stati disegnati i cerchi olimpici.
A differenza del biennio 1953-1955 la pattuglia si presentò con una formazione di 6 velivoli inventando il famoso "tonneau doppio" esibendosi sia in Italia che all'estero.
Dopo di loro, alla fine del 1960 fino a marzo del 1961 l'incarico fu affidato alla 2ª Aerobrigata con la pattuglia dei Lanceri Neri.
Nel 2015 Sergio Capaccioli, Antonio Camera Roda e Gregorio Baschirotto della formazione 1959-60 hanno narrato la loro esperienza nella pattuglia nel film documentario Le Pan prima della Pan.

## Formazione 1953-1955
- magg. Luigi Deggiovanni (capoformazione)
- m.llo. Narciso Pillepich (gregario destro)
- ten. Alessandro Bladelli (gregario sinistro)
- cap. Pio Marsilli (fanalino)
- serg.magg. Angelo Birago (riserva)
- serg. Giampietro Zambon (riserva)
- S.Ten.  Antonio Tomeucci

## Formazione 1959-1960
- cap. Franco Picasso (capoformazione)
- ten. Mauro Ciceroni (gregario destro da novembre 1959)
- ten. Antonio Camera Roda (gregario destro fino a novembre 1959)
- ten. Sergio Capaccioli (gregario sinistro)
- ten. Gianni Orlando (gregario sinistro)
- serg. Gregorio Baschirotto (gregario destro)
- serg.magg Enzo Villani (fanalino e solista)
- magg. Alessandro Bladelli (istruttore e supervisore volo acrobatico)